# مادورا نايك
مادورا نايك (مواليد 19 يوليو 1987) ممثلة وعارضة أزياء هندية، ظهرت في عدد من المسلسلات اشهرها بيار كي يه ايك كهاني "(بالعربية)" عام 2010، والمسلسل الهندي الدرامي اس بيار كو كيا نام دون "(بالعربية)" عام 2011

## روابط خارجية
- مادورا نايك على موقع IMDb (الإنجليزية)
- مادورا نايك على موقع قاعدة بيانات الفيلم (الإنجليزية)